# 引田有美
引田 有美（ひきた ゆみ、1965年6月2日 - ）は、日本の女性声優。
アーツビジョン所属。東京都出身。旧芸名は小桜 有美（こざくら ゆみ）。

## 略歴
1978年12月1日、13歳の時に稲葉 有美（いなば ゆみ）の名前でドイツの歌手、アンドレア・ユルゲンスの曲『私はこれが好きなのに』の日本語版曲『だからもう一度』で歌手デビュー。この当時は「ミューズ」に所属。その後、渡辺プロ音楽スクール、鈴木邦夫ポップススクール、ぷろだくしょんバオバブを経て、アーツビジョンに所属。

## 人物
父は奇術師の初代・引田天功、母は喜劇女優の小桜京子、大伯父は落語家の柳家金語楼、異母妹は1980年代のアイドルグループ少女隊のトモ（現：引田智子）。
趣味・特技は音楽鑑賞。

## 出演
太字はメインキャラクター。

### テレビアニメ
1991年
- 魔法のプリンセス ミンキーモモ（レイ）

1992年
- 風の中の少女 金髪のジェニー（コニー）
- クレヨンしんちゃん（1992年 - 2017年、おねいさん、先生、シャロン・ストーン、おねいさんA、母親、UNISHIROの店員、リンゴ姫、TVの女性）
- 見ると強くなる 痛快!横綱アニメ ああ播磨灘（ファンB、女性）

1993年
- それいけ!アンパンマン（アンコダマン〈2代目〉、ケチャップリン〈初代〉）

1994年
- 愛と勇気のピッグガール とんでぶーりん（国分リカコ）

1995年
- 恐竜冒険記ジュラトリッパー（マニュア）

1996年
- 怪盗セイント・テール（メイド）
- B'T-X（鉄兵の母）
- 名探偵コナン（1996年 - 2015年、ひとみ、田中幸子、中村洋子、保波倫子、アナウンサー、テレビ記者、里山月子、真岡雅子、廉野敬実）

1997年
- 中華一番!（カリン）
- 手塚治虫の旧約聖書物語（女）
- はいぱーぽりす（近藤直子）

1999年
- 人形草紙あやつり左近（白石恵子）
- 神八剣伝（オクラ）
- セラフィムコール（先生の声）

2000年
- サクラ大戦TV（紅のミロク）
- 週刊ストーリーランド（女1）

2003年
- アストロボーイ・鉄腕アトム（マドレーヌ）
- 成恵の世界（香奈花の母）

2004年
- ブラック・ジャック（女性客A）
- MONSTER（2004年 - 2005年、ピオニール、養護員B）

2006年
- 牙 -KIBA-（ダイアナ、グリジェフ）
- NARUTO（加代）

2012年
- 黒魔女さんが通る!!（暗御留燃阿）

### 劇場アニメ
- クレヨンしんちゃん 電撃!ブタのヒヅメ大作戦（1998年、レースクイーン）
- クレヨンしんちゃん 爆発!温泉わくわく大決戦（1999年、後生掛）
- ガンダム新体験 グリーンダイバーズ（2001年、エアリアル・ヘルプ）
- 名探偵コナン 銀翼の奇術師（2004年、進藤玲子）
- 名探偵コナン 探偵たちの鎮魂歌（2006年、アナウンス）
- クレヨンしんちゃん 襲来!!宇宙人シリリ（2017年、後生掛）

### OVA
1991年
- インフェリウス惑星戦史外伝 CONDITION GREEN（1991年 - 1993年、ミレイ・ギャレット）

1992年
- OZ（1026）
- 世界の光 親鸞聖人（女官、側女）
- 絶愛-1989-
- 超時空要塞マクロスII -LOVERS AGAIN-（ナスターシャ）
- 天地無用!魎皇鬼（侍女）

1993年
- 砂の薔薇 雪の黙示録（秘書）
- マグマ大使（今井幸枝）
- MINKY MOMO IN 夢にかける橋（モデル）
- 流星機ガクセイバー（キャスター）

1994年
- 淫魔妖女（マヤ）
- プリンセス・ロード 薔薇と髑髏の紋章

1999年
- 青山剛昌短編集「ちょっとまってて」（女生徒）
- 青山剛昌短編集「夏のサンタクロース」（司令室）

### ゲーム
1993年
- あにまーじゃんV3（弓香）

1994年
- あにまーじゃんX（弓香）

1995年
- 妖獣戦記2 -黎明の戦士たち- CD-ROM版（ベータ / ベータダッシュ）

1996年
- サクラ大戦（紅のミロク）

1999年
- ぷよぷよ〜ん（キキーモラ）

2003年
- サクラ大戦 〜熱き血潮に〜（ミロク）

2004年
- テイルズ オブ リバース（キュリア）

2006年
- テイルズ オブ デスティニー（PS2版）（リアーナ・モリュウ）
- ネクロネシア（リン）

2007年
- Gears of War（アーニャ・ストラウド）

2008年
- テイルズ オブ シンフォニア -ラタトスクの騎士-（ラナ・キャスタニエ）

2012年
- 特殊報道部（若原玲子）

2013年
- テイルズ オブ シンフォニア ユニゾナントパック（ラナ・キャスタニエ）

2014年
- クレヨンしんちゃん 嵐を呼ぶ カスカベ映画スターズ!（後生掛）

### 吹き替え

#### 担当女優
ソン・ソンミ
- 盗られてたまるか（ファン・マリ）
- マイ・ボス マイ・ヒーロー（イ・ジソン）
- 木浦は港だ（ジャギョン）

### ドラマCD
- インフェリウス惑星戦史外伝 CONDITION GREEN（1991年、ミレイ・ギャレット）
- 創竜伝（1996年、寒川夫人）

#### 映画
- アウト・フォー・ジャスティス（テリー・マロイ）※テレビ朝日版
- アント & アードバーク
- おとなの恋には嘘がある（サラ〈トニ・コレット〉）
- オフビート（メリー）※テレビ東京版
- キャンプ・ロック
- キューティ・ブロンド（マーゴット〈ジェシカ・コーフィール〉）
- キューティ・ブロンド/ハッピーMAX（マーゴット〈ジェシカ・コーフィール〉）
- 禁猟区（アンナ〈ミランダ・オットー〉）
- クリフハンガー ※ソフト版
- コブラ ※テレビ朝日版
- ジキル博士はミス・ハイド（セーラ・カーヴァー）※ビデオ版
- 少林サッカー外伝（メイ〈ロレッタ・リー〉）
- スリープウォーカーズ（タニヤの友人）
- 続・激突!/カージャック（ルー・ジーン・ポプリン〈ゴールディ・ホーン〉）※ソフト版
- ダークロード 〜闇夜の逃亡者〜（アナ）
- タイムマスター〜時空をかける少年〜（ケイティ〈パロマ・バエザ〉）※VHS版
- デブラ・ウィンガーを探して（メグ・ライアン）
- ナッティ・プロフェッサー クランプ教授の場合 ※日本テレビ版
- ハード・トゥ・キル ※テレビ朝日版
- ハードネス ※ビデオ版
- フォーガットン
- フランティック ※テレビ朝日版
- ベスト・キッド3/最後の挑戦（ジェシカ〈ロビン・ライヴリー〉）※フジテレビ版
- ペンギン物語〜きらきら石のゆくえ〜（マリーナ）
- ホーム・アローン4（ナタリー〈ジョアンナ・ゴーイング〉）
- ユニバーサル・ソルジャー ※ビデオ版
- リーサル・ウェポン3（リアン・マータフ）※ソフト版
- レオン ※テレビ朝日版

#### テレビドラマ
- iCarly
- ER緊急救命室
  - シーズンI #23（シスター・エリザベス〈エイミー・ライアン〉）
  - シーズンII #9（アリス〈スーザン・リー・ホフマン〉）、#13（パット）
  - シーズンIV #8（ミンナ〈エイミー・スモールマン〉）、#17（カレン・ファーン〈キンバリー・ラッセル〉）
  - シーズンXII #14（ケイトリン〈レイシー・コール〉）
- 恐竜家族
- チャームド 〜魔女3姉妹〜
- 超音速ヒーロー ザ・フラッシュ ※日本テレビ版

#### アニメ
- ヘラクレス（女性）[要出典]

### ラジオドラマ
- スレイヤーズN・EX.1 〜闇の住まう村〜（アニス）

### ナレーション
- 伊藤忠ケミカル
- インターネット天文台
- POLAコフレサポーターズ

### オーディオブック
- LisBo
  - 墨丸（2018年[7]、お石 [8]）
  - 糸車（2019年[9]、お梶 [10]）
- Audible
  - やり抜く力 GRIT（グリット） 人生のあらゆる成功を決める「究極の能力」を身につける（2019年、朗読）

## 音楽

### シングル
- Dreamy My Love（1984年4月1日、バップ） ※須田翔子名義[注釈 1][注釈 2]
  - 『ゴッドマジンガー』OP。但しA面は、遠藤晴美「時間の誘惑」（『ゴッドマジンガー』ED）で、「Dreamy My Love」はB面に収録。